# Gilles Tremblay
Gilles Tremblay (Arvida, 6 settembre 1932 – 27 luglio 2017) è stato un compositore canadese.
Studiò nei conservatori di Montréal e di Parigi, dove ebbe come maestri Olivier Messiaen e Yvonne Loriod.
Dal 1962 insegnò composizione al conservatorio di Montreal. Nel 1991 fu fatto Cavaliere dell'Ordine Nazionale del Quebec. È considerato musicalmente uno degli eredi di Olivier Messiaen.